# 陳自強 (香港)
陳自強（英語：Willie Chan Chi Keung，1941年5月22日—2017年10月24日），香港娛樂業從業員，长期穿梭於兩岸三地之間，被譽為「金牌經理人」。藝人鍾楚紅為其契女。

## 簡歷
陳自強早年於馬來西亞怡保成長和就學，在當地畢業於英華學校（SM Methodist (ACS), Ipoh），後來入讀夏威夷大學馬諾阿分校。1980年至1990年代香港電影市场繁荣期間，他曾是成龍、鄭裕玲、張學友、張曼玉、鍾楚紅、王祖賢、梁朝伟、梁家辉、张艾嘉、刘嘉玲、刘青云、吴君如、秦祥林、肥妈玛利亚、赵雅芝、李连杰、陈冲等一大批香港、台灣影壇及樂壇名人的經紀人。自2008年代開始，陳自强自建公司，旗下艺人包括吴彦祖、张震及陈冠希。  
2011年4月，為表彰陳自強對香港電影多年來作出的傑出貢獻，香港電影金像獎協會決定把《第30屆香港電影金像獎》「專業精神獎」授予他。其眾多子弟與他同台共同慶祝，有成龍、黃錦燊、趙雅芝夫婦、任達華及吳彥祖等，而當時在紅磡體育館舉行個人演唱會的張學友更透過錄像，同步在其演唱會上為陳自強深情獻上一曲《My Way》，該段視頻隨後在香港以及內地的網絡中受到網友追捧。
陳自強以他在娛樂圈強有力的眼光以及廣闊的人際關係，捧紅了多位巨星。而他在近年亦表示，最驕傲，最開心的事情即曾帶出成龍和張學友兩位巨星；生前與乾兒子徐君俊合伙開了间設計概念店 Konzepp，位於香港上環東街。

## 個人生活
陳自強結過一次婚，1974年與酒店秘書在新加坡行禮。婚姻只維持兩年，破裂原因是陳自強明白要誠實面對自己的性取向。

## 逝世
2017年10月24日，陳自強於香港西貢逝世，終年76歲。同年11月22日早上10時，他的喪禮以基督教儀式在香港殯儀館舉行。扶靈名單有鄒文懷、成龍、楊受成、謝賢、狄龍、林小明、張學友、關錦鵬、蘇志鴻以及盧漢強。